# Raul Rojas (Boxer)
Raul Rojas (* 5. November 1941 in San Pablo, Kalifornien; † 20. Mai 2012 in Los Angeles, Kalifornien) war ein US-amerikanischer Boxer mexikanischer Abstammung.
Rojas wurde von Jackie McCoy gemanagt und trat im Federgewicht an. Am 28. März 1968 boxte Rojas um den vakanten Weltmeistertitel der WBA gegen den Kolumbianer Enrique Higgins in einem auf 15 Runden angesetzten Fight. Rojas konnte dieses Gefecht nach Punkten für sich entscheiden und somit die Weltmeisterschaft gewinnen. Allerdings verlor er den Titel bereits in seiner ersten Titelverteidigung an den Japaner Shōzō Saijō ebenfalls über 15 Runden nach Punkten.
Im Jahr 1970 beendete Rojas seine Karriere. Er starb im Mai 2012 im Alter von 70 Jahren.